# 抽屜滑軌冷軋成型機
抽屜滑軌冷彎成型機 又名鋼珠滑軌生產設備。英文叫法為Drawer slides roll forming machine，直譯名稱即抽屜滑軌滾輪機。滾輪機的叫法普遍用於台灣。在內地市場鋼珠滑軌冷彎成型機較為人熟之。此機械通過鋼板冷軋過程滾壓出抽屜滑軌的異形成型件。既是冷壓成型，適用的材料則為冷軋鋼捲及鍍鋅鋼板。滾輪機的應用極為廣泛，如: 導軌、門窗、屋頂浪板。抽屜滑軌的滾壓技術又是更高精度的一門工藝。滑軌成型所要求的公差極小，因此技術門檻難度增加，需投入更多的時間與資金。

## 冷彎成型機的結構
1. 台身：機架、軸、滾輪、其它成型結構所需的组件至於台身上方。
2. 料架：放置料材的裝置。
3. 機架：用於放置滾輪。
4. 軸：固定滾輪的軸。
5. 滾輪：將抽屜滑軌滾壓成型。
6. 傳動：齒輪、鏈條相互配合。
7. 切斷：成型後的長度切斷，
8. 冲孔：根據滑軌設計，在需要的位置沖孔。
9. 控制系统：操作機台的運作系統。[3]

## 滑軌的種類
滑軌的演進主要分為三大類別，分別是: 滾輪式、鋼珠式、齒輪式滑軌。
- 滾輪式滑軌的發展較為早期，承重力較差，較常運用在電腦鍵盤之類的輕型抽屜上。
- 鋼珠式滑軌主要有兩節與三節的選擇，安裝抽屜兩側，簡單又方便且承重力高，為目前使用普及率較高的類型。
- 隱藏式與騎馬抽滑軌屬價位偏高的類型，因為使用上非常滑順且具備阻尼緩衝關閉的功能。打開抽屜時也不會看到滑轨，多數安裝在木製古典家具，不僅降低物品的碰撞也不影響美觀。高價格的定位使之還未廣泛使用，但卻是未來滑軌發展的趨勢。[4]